# Hřivice
Hřivice är en ort i Tjeckien.   Den ligger i regionen Ústí nad Labem, i den nordvästra delen av landet, 50 km väster om huvudstaden Prag. Hřivice ligger 274 meter över havet och antalet invånare är 593.
Terrängen runt Hřivice är kuperad åt sydost, men åt nordväst är den platt. Runt Hřivice är det ganska glesbefolkat, med 34 invånare per kvadratkilometer. Närmaste större samhälle är Žatec, 13,8 km väster om Hřivice. Trakten runt Hřivice består till största delen av jordbruksmark.